# Tyrese (album)
Tyrese è un album del 1998 che segna il debutto del cantante Tyrese. Dall'album sono stati estratti i singoli Nobody Else e Sweet Lady.

## Tracce
1. Nobody Else (Carter, Gibson, Job, Sayles, Scott, Tyrese) – 3:53
2. Tell Me, Tell Me feat. Before Dark (Elliott, Ford-Payne, Nelson, West) – 3:26
3. Promises feat. Sherlene (Bryant, Gibson, Harrison, Sherlene, Thomas) – 4:24
4. Sweet Lady (Austin, Farrar, Taylor) – 4:52
5. Lately (Allen, Gibson) – 4:27
6. Give Love a Try (Gibson, Hall, Salter, Stewart) – 4:10
7. Ain't Nothin' Like a Jones (Carter, Job, Lina, Wade) – 3:58
8. You Get Yours (Anderson, Ashford, Gibson, Lawrence, Simpson) – 3:52
9. Do You Need feat. Peter Gunz (Clemmons, Cooke, Gunz) – 4:26
10. Taste My Love (Felder, Gibson, Johnson, Mosley, Wilson) – 4:30
11. I Can't Go On (Gibson, Hall, Stewart, Tab) – 4:29
12. Stay in Touch (Gibson, Powell) – 4:53
13. Nobody Else (Remix) [Japan bonus track]